# Волгин, Валерий Валерьевич
Валерий Валерьевич Волгин (род. 29 апреля 1972 года) — заслуженный мастер спорта Республики Казахстан (подводный спорт).

## Карьера
Неоднократный победитель и  призёр Всесоюзных соревнований  среди юношей   так и среди мужчин по подводному спорту 1988-92 гг.
- Двукратный Чемпион Мира 1994 года.
- Две серебряные медали Чемпионата Мира  1996 года.
- Золотая и бронзовая медали Чемпионата Европы 1997 года.
- Серебряная и две бронзовые медали Чемпионата Мира  1998 года.
- Золотая  и три  серебряные  медали  чемпионата   Мира  1999 года.
- Золотая медаль международного марафона по плаванию в ластах 1998 г.
- Абсолютный  победитель  чемпионата  Мира  2001 года.
- Золотая, серебряная  и бронзовая  медали  1-го чемпионата  Азии по подводному  ориентированию  и  марафону  в ластах  2002 года.
- Серебряная  и  бронзовая  медали  чемпионата  Мира  2003 г.
- Золотая и бронзовая медали чемпионата  Мира  2005 г.
- Две Золотые  медали  чемпионата  Европы 2006 г.
- Многократный  победитель  и призёр  этапов  Кубка  Мира  по  подводному  ориентированию  1993-2007 гг.
- Награждён грамотой и знаком  второй степени “Отличник погранвойск” РК  1998 г.
- Награждён медалью «Ерен енбегі ушін»  2006 г

На чемпионате мира 2001 года в Испании был признан лучшим спортсменом, завоевав сразу три медали - "золотую", "серебряную" и "бронзовую" - в различных упражнениях .
В 2014 году был участником чемпионата Европы в Венгрии.
В настоящее время - генеральный директор спортивного клуба  "Альфа-Поколение", также занимается тренерской работой.
В 2007 году награждён медалью "Ерен енбеги ушін".